# Вагон-рейкозмащувач

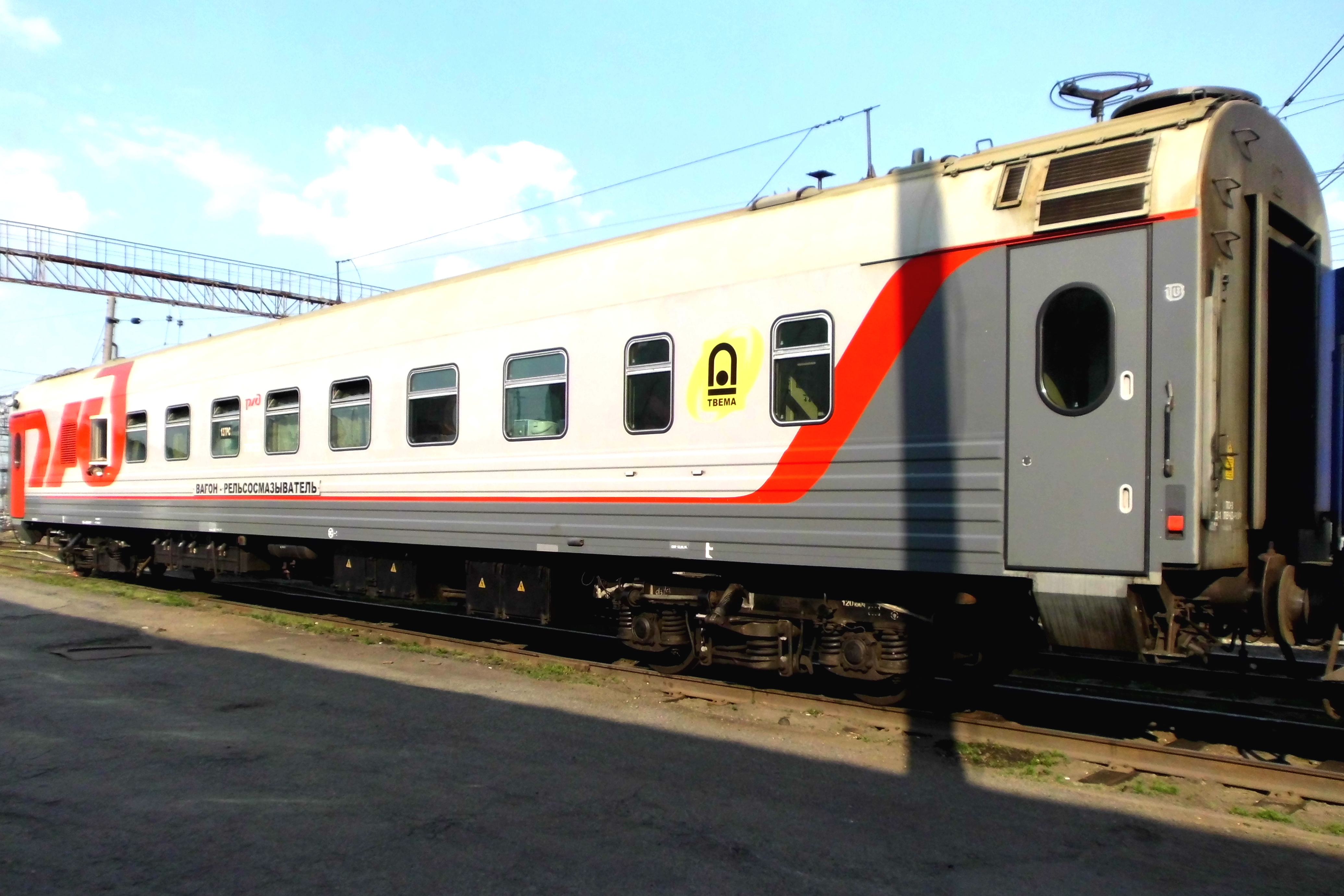
Спеціалізований вагон-рейкозмащувач

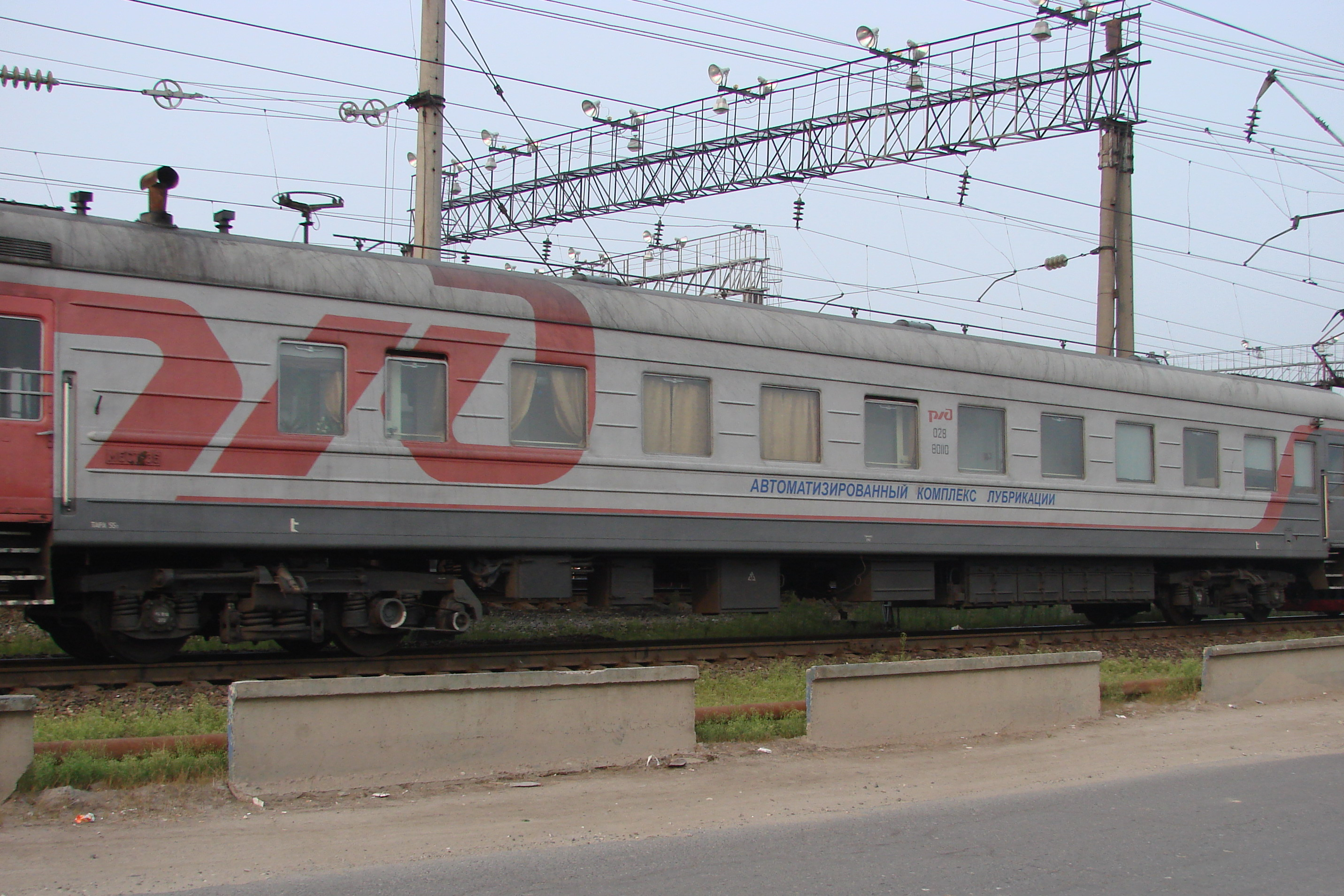
Вагон-рейкозмащувач перероблений з пасажирського суцільнометалевого вагона

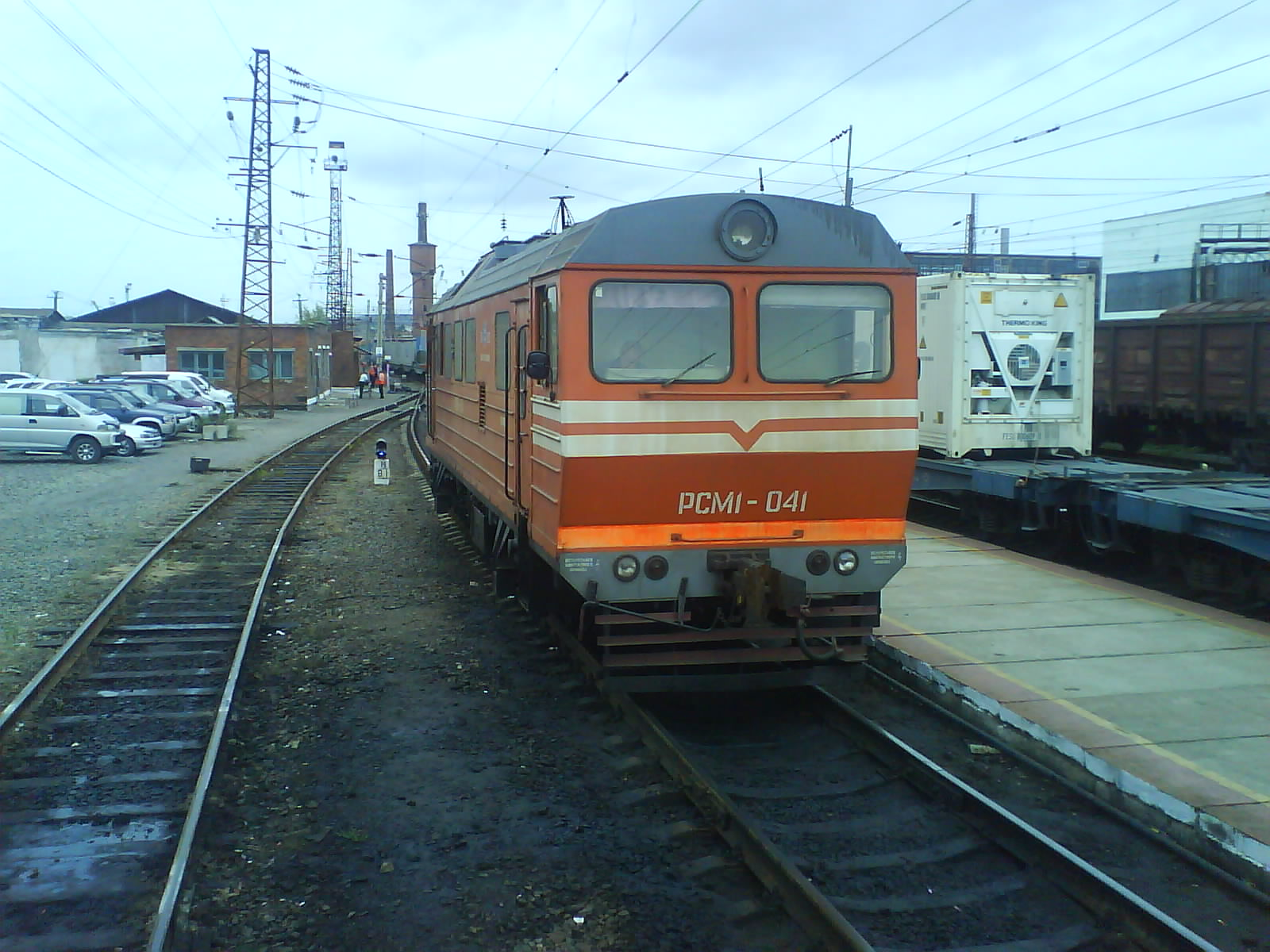
Автомотриса -рейкозмащувач РСМ-1

Вагон-рейкозмащувач — вид рухомого складу залізниць, призначений для змащування (лубрикації) бічної поверхні рейок та гребенів колісних пар. Мастило зменшує шум  і зношування  при русі поїзда в кривих.
Застосування рейкозмащувачів викликане необхідністю вирішувати проблему колесо-рейка.

## Опис
Може бути переобладнаний з пасажирських вагонів, є приклади виготовлення з вагонів-рефрижераторів та з проміжного вагона електропоїзда ЕР1 .
У 2010-2012 фірма Твема поставила РЖД 34 нових вагона-рейкозмащувача. Вагони збудовані на базі пасажирського купованого вагона, забезпечують змащення рейок у кривих при прямуванні у складі пасажирських поїздів з графіковою швидкістю .

## Конструкція
Усередині вагона є рейкозмащувальна установка, ємність для змащення, приміщення для обслуговуючого персоналу, майстерня для проведення ремонтних робіт обладнання на шляху прямування вагона.

## Принцип дії
Підчіплюється до поїзда існуючого маршруту або формується окремий поїзд. Експлуатаційна швидкість від 40 до 100 км/год. Лубрикант наноситься безпосередньо на внутрішню поверхню головки рейки або гребінь колісної пари валиком, стрижнем або форсункою.